# Homecoming

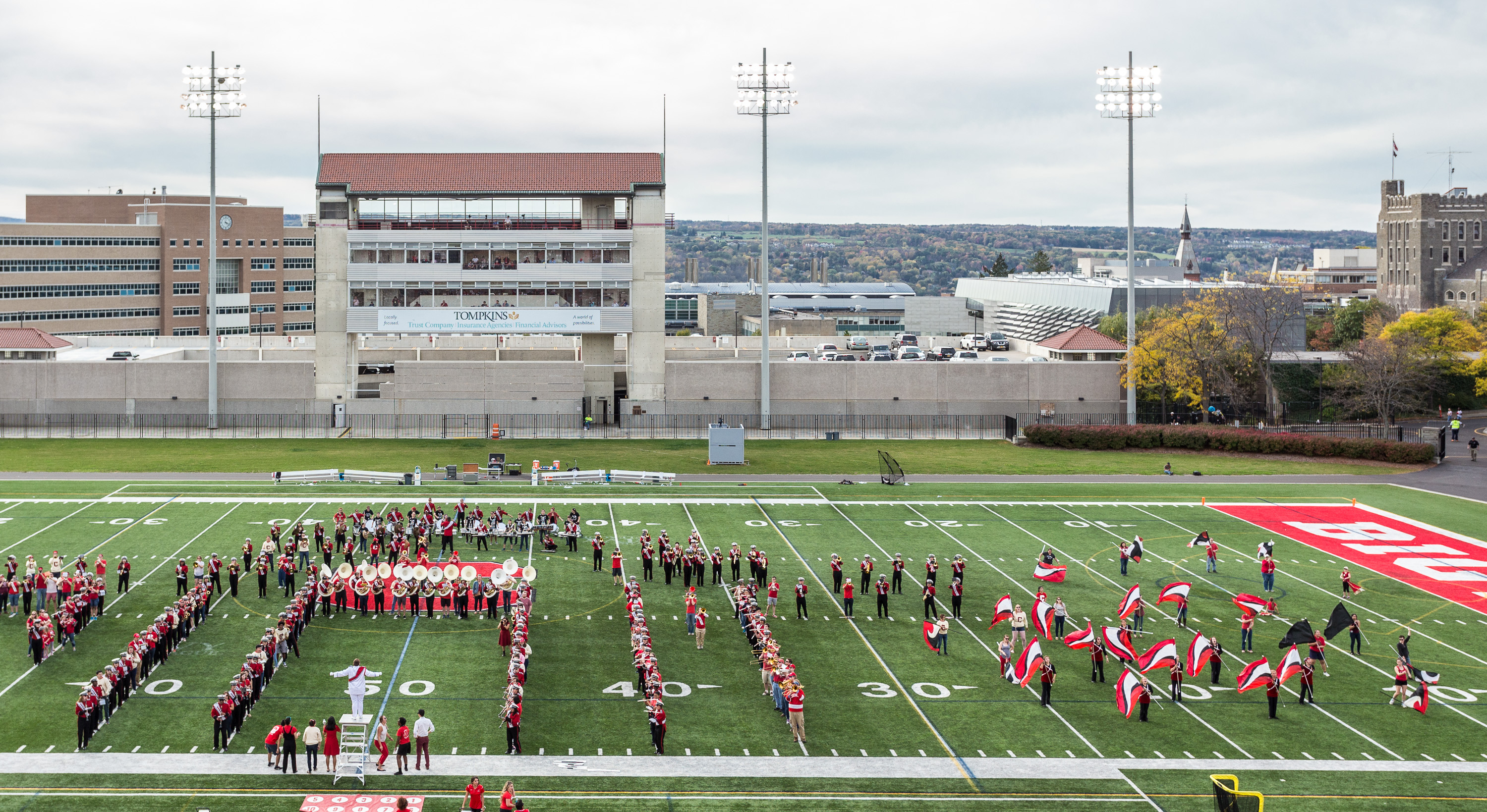
Homecoming in der Cornell-Universität

Homecoming ist eine jährliche Tradition an einigen Universitäten, High Schools und Colleges in den USA. Bei diesem festlichen Anlass wird üblicherweise Ende September oder Anfang Oktober zu Ehren ehemaliger Schüler bzw. Universitätsangehöriger ein Bankett, ein Football-, Basketball- oder Eishockeyspiel oder Ähnliches ausgerichtet. Oft wird auch eine Parade durch die Straßen der Stadt abgehalten oder ein Ball veranstaltet, als dessen Höhepunkt eine Homecoming Queen, eine Ballkönigin (und oft auch ein Homecoming King) gekrönt wird, sei es aufgrund von Beliebtheit, Schönheit oder Verdiensten um die Schule bzw. Hochschule.